# Giovanni Galati
Pour les articles homonymes, voir Galati.
Giovanni Galati (Naples, 19 septembre 1897 - Rome, 15 octobre 1971) est un amiral italien qui s'est particulièrement distingué pendant la Seconde Guerre mondiale. 
A la tête du 14e escadron de destroyers, et arborant son insigne sur le Ugolino Vivaldi, il est l'un des protagonistes de la guerre des convois entre l'Italie et l'Afrique du Nord entre 1940 et 1942. Promu contre-amiral (contrammiraglio) en juillet 1943, il prend le commandement du groupe de croiseurs légers affecté à la 5e division navale, et lorsque l'armistice est proclamé le 8 septembre 1943, il refuse de rejoindre Malte et de remettre ses navires aux Alliés, étant débarqué d'autorité et placé en état d'arrestation par son supérieur, l'amiral Bruto Brivonesi. Transféré au ministère de la Marine à Brindisi et réintégré dans son service, avec l'autorisation du ministre Raffaele De Courten, il tente en vain d'aider la 33e division d'infanterie "Acqui", commandée par le général Antonio Gandin, assiégée par les Allemands sur l'île de Céphalonie. Il est décoré de quatre médailles d'argent et de deux médailles de bronze pour bravoure militaire, de la Croix militaire, de la Croix du Mérite de la guerre et de la Croix de fer allemande de deuxième classe.

## Biographie
Il est né à Naples le 19 septembre 1897, fils de Roberto, général de corps d'armée d'artillerie, et de Clotilde Ciollaro. Après avoir fréquenté l'Académie royale navale de Livourne à partir de 1912, il entre dans la Regia Marina le 27 avril 1916 avec le grade d'enseigne de vaisseau (guardiamarina). En tant qu'officier stagiaire, il participe à la guerre italo-turque à bord des navires-écoles Flavio Gioia et Amerigo Vespucci. 
Il prend part à la Première Guerre mondiale, d'abord à bord de navires de guerre tels que le Duilio, puis sur le front terrestre en commandant le ponton armé automoteur Carso, qui opère dans le secteur de la 3e armée sous le commandement de S.A.R. Emanuele Filiberto di Savoia Duca d'Aosta. En juin 1918, il s'est particulièrement distingué à Caposile, étant décoré d'une médaille d'argent pour sa valeur militaire . Promu lieutenant de vaisseau (tenente di vascello), il est en Amérique latine embarqué sur le cuirassé Roma (1920-1921), puis en mer Rouge (1923-1924) embarqué sur le navire hydrographique Ammiraglio Magnaghi.
Promu capitaine de corvette (capitano di corvetta), comme les plus brillants officiers, il suit l'école de guerre du Regio Esercito (1927-1928), est officier en second sur le croiseur éclaireur Luca Tarigo en 1929-30 puis commande successivement les destroyers Angelo Bassini en 1930-31 et Cesare Battisti en 1931-32.
Promu capitaine de frégate (capitano di fregata) entre 1932 et 1934, il est envoyé en Chine pour commander le bataillon San Marco, puis participe à la guerre d'Éthiopie entre 1935-1936 sur le front somalien comme commandant en second du croiseur éclaireur Quarto. Il est ensuite à partir du 12 mai 1936 commissaire royal du navire à moteur Arborea. Il prend ensuite le commandement du croiseur éclaireur Quarto au mois de septembre suivant, et participe en 1936-37 aux opérations navales pendant la guerre civile espagnole. Promu capitaine de vaisseau (capitano di vascello) le 9 juin 1938, il prend en décembre de l'année suivante le commandement du croiseur léger Raimondo Montecuccoli, jusqu'en avril 1940.
Lors de l'entrée en guerre de la Seconde Guerre mondiale de l'Italie le 10 juin 1940, il prend le commandement du 14e escadron de destroyers, arborant son insigne sur le Ugolino Vivaldi. Avec le chef d'escadrille Vivaldi, le 1er août 1940, il éperonne et coule le sous-marin britannique HMS Oswald (N58),,.
Il quitte ce poste le 7 janvier 1942 lorsqu'il devient chef d'état-major du Comando Superiore Regia Marina et, à partir du 24 juin 1942, commandant du "MARIBASE Tobruch". Après une brève période passée au commandement de la" Forza Navale da Battaglia" (FNB), il reprend le commandement du 14e escadron de destroyers, poste qu'il occupe du 1er février au 11 août 1943. Promu contre-amiral (contrammiraglio) le 25 juillet de la même année, il prend le 12 août le commandement du groupe de croiseurs légers composé de Luigi Cadorna, Pompeo Magno et Scipione Africano.

### L'armistice et la remise de la flotte aux Alliés
Après l'armistice de Cassibile, il a refusé de se rendre et a déclaré qu'il ne remettrait jamais ses navires aux britanniques à Malte, montrant ainsi son intention de naviguer vers le Nord, soit pour chercher une bataille finale, soit pour couler lui-même les navires. Mais se livrer aux anglais à Malte, jamais. L'amiral Bruto Brivonesi, son supérieur, après avoir essayé en vain de le convaincre d'obéir aux ordres du Roi, auxquels il avait prêté serment, le fit mettre aux arrêts dans la forteresse. C'est ainsi que l'amiral Alberto Da Zara put partir le premier avec les cuirassés Duilio et Doria et qu'il fut aussi le premier à entrer à La Valette, avec le drapeau noir sur les mâts de ses drapeaux.
"MARINA TARANTO - 77446 - DÉCIFREZ-VOUS (alt) La 5ème Division est partie avec le seul Amiral DA ZARA, l'Amiral GALATI ayant déclaré qu'il n'avait pas envie d'exécuter les ordres reçus (alt) L'Amiral GALATI a été arrêté dans la forteresse pour intempérance verbale (,) il a demandé sa démission (alt) J'ai également débarqué le Capitaine Vasc. BASLINI et le Lieutenant Vasc. ADORNI qui seront employés à la destination locale (alt) 091610".

### La tragédie de Céphalonie
Transféré à Brindisi et présenté au ministre de la Marine, l'amiral Raffaele De Courten, il est réintégré dans le service actif, sans conséquences pour sa carrière. Avec l'approbation du ministre, il ordonne l'envoi de deux torpilleurs, Clio et Sirio, bourrés de provisions et de munitions, en Céphalonie, pour aider la 33e division d'infanterie "Acqui", qui avait refusé l'ultimatum allemand de se rendre, décidant de résister, sans chaîne logistique derrière eux et contre un ennemi maître de la terre et de l'air. En apprenant ce départ, le commandement allié a ordonné péremptoirement le rappel des navires, avec pour conséquence que le général de division Antonio Gandin et sa division n'ont pas reçu d'aide par voie maritime.
"A Brindisi, on tremble vraiment pour le sort des "Acqui". Il s'agit du contre-amiral Giovanni Galati, sur le bureau duquel parviennent les messages et les demandes d'aide urgentes de Gandin. ..... Des navires de sauvetage des "Acqui" sont amarrés à Malte et à Brindisi : pourquoi ne pas en profiter ? Ce matin-là, Galati en a parlé à De Courten et le ministre ..... lui a donné le feu vert d'un double signe de la main. Galati se précipite hors du bureau de De Courten ..... Il y a de nombreuses tâches à accomplir avant de prendre la mer, mais le contre-amiral ne se fait pas confiance pour utiliser le téléphone : les clauses de l'armistice empêchent l'Italie de pouvoir gérer des soldats, des navires et des avions sans le consentement des Alliés. ..... Les officiers de la gracieuse Majesté britannique avaient déjà dit que la Céphalonie ne les intéressait pas, que la résistance des "Acqui" ne les regardait pas. Galati a fait le tour des casernes, des dépôts et des arsenaux. Il y avait beaucoup d'affaires, c'était suffisant pour charger et transporter. On a trouvé deux torpilleurs, le Sirio et le Clio, qui faisaient la navette vers Tarente et qui avaient droit au mazout pour naviguer ...... Ils étaient remplis même sur le pont de médicaments, de pièces d'artillerie (surtout les bombes de mortier que Gandin avait télégraphiées étaient presque épuisées), de rubans de mitrailleuses et de balles anti-Stukas. À 14 heures, du quai près de l'Hôtel Internazionale, où se trouve la mission alliée, les deux torpilleurs lèvent l'ancre. Galati lui-même les ordonne. ..... À mi-chemin de leur voyage, le Sirio et le Clio sont rejoints par un message radio de la Regia Marina: les Alliés ont découvert le coup d'État et ordonnent le retour immédiat à la base. La décision a été prise par l'amiral Peters, stationné à Tarente. L'officier supérieur britannique a expliqué que les torpilleurs étaient partis sans demander de consentement préalable et qu'une telle attitude pouvait légitimer le soupçon qu'ils avaient l'intention de se rendre en douce dans un port neutre ou, pire, de déserter. Galati ne pouvait qu'obéir cette fois. Le Sirio et la Clio ont fait demi-tour et ont effectué un triste retour à Brindisi. Personne ne lèvera le petit doigt pour les "Acqui"".
Affecté au commandement de la marine à Naples pour une courte période, il est ensuite transféré au ministère de la marine où il occupe des postes spéciaux. 
Après avoir quitté le service actif le 16 juin 1946, au moment de la proclamation de la République, il est promu contre-amiral (ammiraglio di divisione) en 1947 et décoré de la croix de chevalier de l'Ordre militaire d'Italie, étant placé en congé absolu le 8 août 1955. Il épouse Luisa Foschini, veuve du capitaine Franco Brovelli, chef d'état-major de la 1re division navale, qui est mort lors de la bataille du cap Matapan le 29 mars 1941. 
Il est mort à Rome le 15 octobre 1971.

### La guerre des convois
Galati était, selon l'amiral et historien Aldo Cocchia,
"(...) l'un des chefs d'escorte de convoi les plus compétents que la marine italienne ait jamais eu. Il était l'un des plus habiles et, pourquoi pas, l'un des plus chanceux, mais il est bien connu que la chance favorise les audacieux, et en mentionnant ce don très positif d'un homme de guerre, nous ne voulons pas diminuer les autres qualités solides et positives dont Galati était amplement doté. 

Pendant les quelque deux années où il reste aux commandes du Vivaldi, il effectue de nombreuses missions en tant que chef d'escorte de convois et parvient à ne pas perdre un seul des navires marchands qui lui sont confiés malgré la violente opposition de l'ennemi. Un brillant succès. Doué d'une intuition rapide et fine, il n'obéissait pas toujours aux ordres de ses supérieurs, les transgressant souvent franchement, pensant à juste titre que sa sensibilité et son expérience lui permettaient d'apprécier les situations contingentes bien mieux que ceux qui dirigeaient le trafic depuis leur bureau à Rome (...)".

## Distinctions honorifiques

### Distinctions italiennes
- Chevalier de l'Ordre militaire d'Italie

 - Médaille d'argent de la valeur militaire

-- Commandant de la canonnière CARSO, pour ses marins un bel exemple de calme et de vaillance, il a dirigé pendant de nombreuses heures un barrage intense sous le feu violent et bien centré d'une batterie ennemie de moyen calibre, contribuant avec une grande efficacité à protéger la retraite lente et bien avancée de nos batteries les plus avancées. Démontrant son sens marin, il s'est ensuite déplacé vers une autre position de combat avec une grande rapidité. Zone de Capo Sile, 14-24 juin 1918.

-- Décret législatif du 29 septembre 1918
 - Médaille d'argent de la valeur militaire

-- Commandant d'une escadrille de destroyers en recherche nocturne d'anti-sous-marins, il a repéré un sous-marin ennemi de fort tonnage, l'a attaqué et éperonné avec son navire, et à la suite de la contre-manœuvre de l'ennemi, il a utilisé avec une ténacité exemplaire toutes les armes à sa disposition jusqu'à ce qu'il s'assure qu'il avait coulé. Mer Ionienne, 1er août 1940.

-- Décret royal du 10 octobre 1941
 - Médaille d'argent de la valeur militaire

-- Commandant d'un escadron de destroyers dès le début de la guerre 1940-1943, dans le premier cycle annuel de la guerre il a participé à la bataille de Punta Stilo et à de nombreuses missions de guerre. Affecté au début de l'hiver à la protection des convois de ravitaillement de l'A.S., il effectue, en tant que commandant supérieur de la marine, 28 escortes de grands convois sur ces routes périlleuses, affrontant victorieusement à six reprises l'attaque aérienne et sous-marine de l'ennemi et accomplissant ainsi, avec un élan généreux et un sens profond de la compréhension, des missions difficiles et d'une importance fondamentale pour l'alimentation des opérations de guerre de la quatrième rive. Méditerranée centrale et eaux A.S., 10 juin 1940-9 juin 1941.

-- Décret législatif du 5 janvier 1945
 - Médaille d'argent de la valeur militaire

-- Commandant d'escadron de destroyers pendant une phase opérationnelle prolongée et intense, il a effectué de nombreuses missions de guerre. Commandant principal en mer pour plus de 30 missions de guerre, il a escorté de nombreux convois dans des eaux âprement disputées, dont certaines particulièrement importantes pour l'A.S., affrontant victorieusement les pièges sous-marins et les féroces attaques aériennes ennemies. Il réussit ainsi à mener à bien les tâches difficiles et dangereuses confiées aux responsabilités de son commandement avec enthousiasme et un dévouement absolu au service, sachant obtenir de ceux qui dépendaient de lui le même enthousiasme guerrier et généreux. Méditerranée centrale et eaux de l'A.S., 10 juin 1941-8 janvier 1942.

-- Décret législatif du 12 avril 1946
 - Médaille de bronze de la valeur militaire

-- Commandant d'une escadrille de torpilleurs en mission d'escorte de convoi, il a réagi promptement contre un sous-marin ennemi en embuscade et, en ripostant avec habileté et précision, a mené l'attaque au fond, provoquant le naufrage de l'unité ennemie. Méditerranée centrale, 3 avril 1941.

-- Décret royal du 12 janvier 1942
 - Médaille de bronze de la valeur militaire

-- Commandant d'un destroyer, escortant un convoi, après le torpillage d'un paquebot par un sous-marin ennemi, il a promptement dirigé, avec un courage serein et un esprit d'abnégation, les opérations de sauvetage des naufragés dans des eaux encore menacées par l'unité sous-marine ennemie. Dans cette situation grave, il a fait preuve d'un grand sens de l'organisation et de belles qualités militaires et professionnelles. Méditerranée centrale, 20 août 1941.

-- Décret royal du 11 mars 1943
 - Croix de guerre de la valeur militaire

-- Commandant du destroyer., il a préparé et exécuté une mission délicate et risquée à proximité d'une base ennemie bien armée, faisant preuve d'une grande sérénité et d'un mépris du danger..

-- Décision du 2 février 1943
 - Croix du Mérite de la guerre (5° contribution)
 - Médaille commémorative de la guerre italo-turque 1911-1912
 - Médaille commémorative de la guerre italo-autrichienne 1915-1918 (4 années de campagne)
 - Médaille commémorative de l'Unité italienne
 - Médaille italienne de la Victoire interalliée
 - Commandeur de l'Ordre de la Couronne d'Italie
 - Chevalier de l'Ordre colonial de l'Étoile d'Italie

### Distinctions étrangères
- Croix de fer 2e classe (Allemagne nazie)

## Sources
- (it) Cet article est partiellement ou en totalité issu de l’article de Wikipédia en italien intitulé « Giovanni Galati » (voir la liste des auteurs).

## Note
1. ↑  Dans la marine des forces britanniques (Royal Navy), HMS signifie Her Majesty's Ship ou His Majesty's Ship, selon que le monarque anglais est de sexe féminin ou masculin
2. ↑  Il est un fervent monarchiste et, en 1946, il est brièvement président de l'Union monarchiste.